# Melanie Fraunschiel
Melanie Fraunschiel (* 9. Mai 1985 in Wien, Österreich) ist eine österreichische Sportlerin. Sie war sechs Jahre lang Boxerin im österreichischen Nationalteam und ist zweifache Staatsmeisterin, einfache österreichische Meisterin und Wiener Meisterin im olympischen Boxen. Zuvor war sie zehn Jahre lang im Karate aktiv.

## Leben
Melanie Fraunschiel wurde als zweites Kind von Brigitte und Helmut Fraunschiel geboren. Ihre Kindheit verbrachte sie in Wien und begann bereits in frühen Jahren mit Sport. 1998 absolvierter sie den Reiterpass und die Reiternadel.

### Studium und beruflicher Werdegang
Im Zeitraum von 2003 bis 2008 absolvierte Fraunschiel zwei Lehrgänge an der Technischen Universität Wien. Sie absolvierte den Studiengang Medizinische Informatik, in dem sie ihre Diplomarbeit über die „Biomechanische Schlaganalyse im Kyokushinkai-Karate“ verfasste. Diese wurde mit dem „Best Poster Award“ ausgezeichnet. Zum anderen absolvierte sie auch den Studiengang Wirtschaftsingenieurwesen, in dem sie ihre Diplomarbeit über „Sensortechnik für Schlagmessungen im Kampfsport“ schrieb.
Im Juli 2009 absolvierte sie die Grundausbildung und ein zusätzliches Jahr beim österreichischen Bundesheer. 2010 nahm sie den Posten als Qualitätsmanagerin am Institut für medizinische Informations- und Auswertungssysteme an der Medizinischen Universität Wien an.

### Sportliche Laufbahn
Melanie Fraunschiel bezeichnet sich selbst als Allround-Sportlerin. 1999 startete sie mit Kyokushinkai-Karate, unter der Leitung ihres Trainers Marek Kubek, bei dem sie im Juni 2008 die Prüfung zum 1. Dan im Kyokushinkai-Karate ablegte. 2010 absolvierte sie den Lehrwart für allgemeine Körperausbildung in der Bundessportakademie (BSPA) Graz. 2010 bis 2011 machte sie eine Ausbildung zum Lehrwart im Boxen in Wien und Schielleiten über die BSPA Wien. Anfang Jänner 2010 startete Fraunschiel mit dem Boxtraining unter der Leitung von Gerald Pelikan und wurde ein Jahr darauf als A-Kader-Leistungssportler in den österreichischen Boxverband aufgenommen. Bereits im April 2011 wurde sie österreichische Meisterin in der Gewichtsklasse bis 64 kg. Im Mai desselben Jahres erzielte Fraunschiel den fünften Platz bei der EU-Meisterschaft in Polen. Im April 2013 wurde sie zum ersten Mal Staatsmeisterin im olympischen Boxen in der olympischen Gewichtsklasse bis 60 kg. Im September 2015 holte sie sich erneut den Titel zur österreichischen Staatsmeisterin und zugleich auch zur Wiener Meisterin. Insgesamt bestritt Fraunschiel in ihrer Box-Karriere 55 Wettkämpfe.
Nach Beendigung ihrer Box-Karriere wechselte sie zum Wakeboard-Sport und betreibt zudem auch CrossFit. Bei den CrossFit-Open 2020, einem internationalen CrossFit Wettkampf, gelang es Fraunschiel, österreichweit den ersten Platz in der sogenannten Scaled Division für sich zu gewinnen.

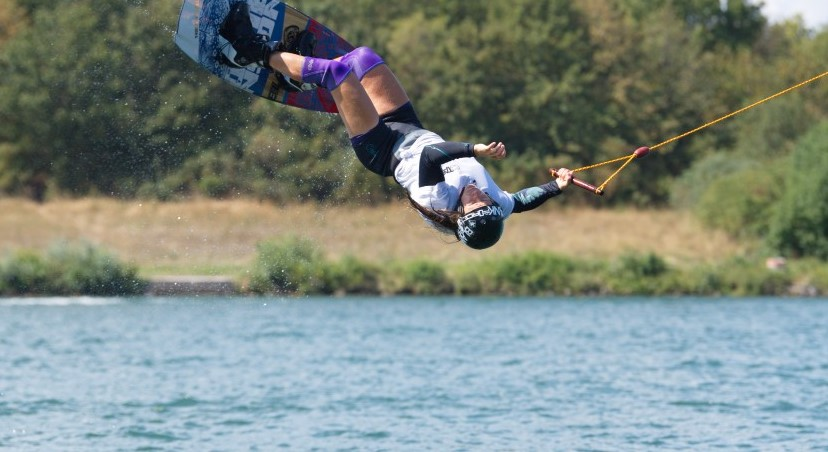
Fraunschiel am Wakeboardlift in Wien, 2019

Seit 2017 bestreitet sie offiziell Wakeboard-Wettbewerbe. Im Juni 2017 erzielte sie den dritten Platz in der Women Masters-Kategorie bei der Wakelake Golden Trophy in Bratislava. Im selben Jahr erzielte sie zudem auch den vierten Platz der Tyrolean Masters in der AREA 47. 2018 musste sie verletzungsbedingt eine Saison pausieren und startete ein Jahr später wieder ihr Training, wo sie beim Vienna Wakeboard Cup 2019, in der Women Open Kategorie, den zweiten Platz erzielte und weitere vier Wettbewerbe bestritt.

### Veganer Aktivismus
Melanie Fraunschiel ernährt sich seit 2014 aus Überzeugung vegan. Ausschlaggebend für ihre Ernährungsumstellung waren laut eigener Aussage Hautprobleme, Krankheiten und Leistungseinbußen. Nach fünf Jahren verschiedenster Diät-Selbstversuche, um ihr Gewicht für die olympische Gewichtsklasse von 60 kg zu reduzieren, gelangte sie durch pflanzliche Ernährung zu höherer Leistungsfähigkeit.
Zudem hat Fraunschiel auch bei Kampagnen der Tierrechtsorganisation PETA mitgewirkt und war zu einer Podiumsdiskussion von „Pro und Contra – Der Puls 4 News Talk“ eingeladen. Sie nimmt regelmäßig, als Mitglied des Team Vegan, an Veranstaltungen wie dem Tierschutzlauf in Wien teil, bei dem sie im Oktober 2019 den dritten Platz erzielte.